# Lipinia rouxi
Lipinia rouxi — вид сцинкоподібних ящірок родини сцинкових (Scincidae). Ендемік Папуа Нової Гвінеї.

## Поширення і екологія
Lipinia rouxi є ендеміками острова Нова Ірландія в архіпелазі Бісмарка. Вони живуть у первинних і вторинних вологих тропічних лісах. Зустрічаються на висоті до 900 м над рівнем моря.